# Lapa (Rio de Janeiro)
Lapa è una zona del centro della città di Rio de Janeiro, localizzata tra Santa Teresa e Cinelândia. 
Pur non essendo ufficialmente un quartiere è considerato tale dagli abitanti di Rio de Janeiro.
Fin dagli anni '50, dopo un periodo di decadenza, è uno dei grossi centri della vita notturna carioca.
Il simbolo del quartiere è costituito dagli Arcos de Lapa, ex acquedotto del 1750. Significativa è anche la Scalinata Selarón, decorata dall'artista Jorge Selarón.